# Gizella-kápolna

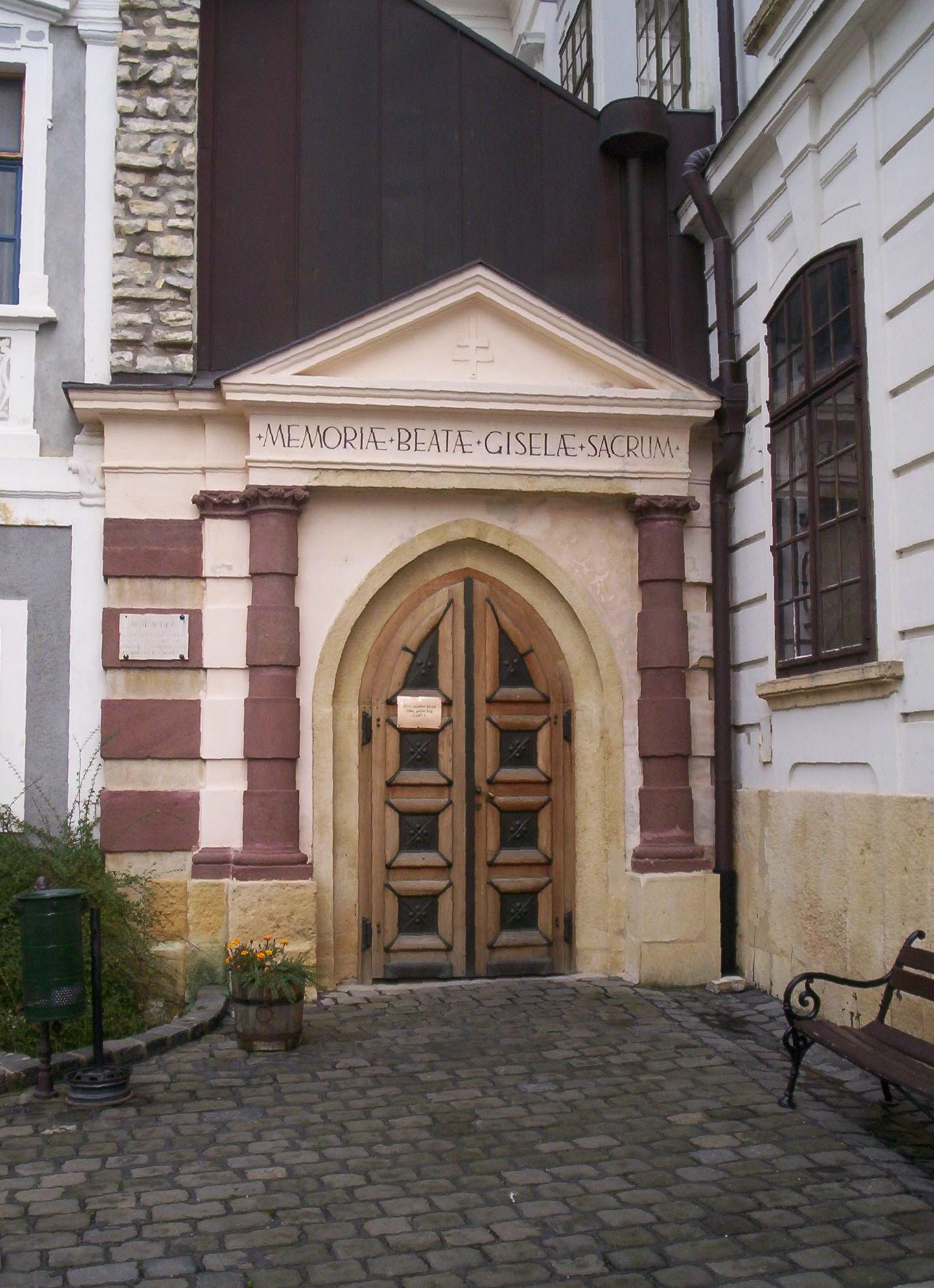
A Gizella-kápolna bejárata a Szentháromság térről

A Gizella-kápolna Veszprém legrégibb épülete. A valaha kétszintes kápolna a várnegyedben, az érseki és a nagypréposti palota között helyezkedik el. 13. századi freskói Magyarországon a legrégebbiek közé tartoznak; boltozati zárókövei és sárkányfigurákkal díszített fejezetei is egyedülállóak. Bár eredeti védőszentje nem ismert, kapuja fölött 1938-ban elhelyezett felirat hirdeti: Memoriae Beatae Giselae Sacrum, vagyis Boldog Gizella emlékének szenteltetett.

## Története
Bár a veszprémi hagyomány szerint Szent István felesége, Gizella királyné alapította, a Gizella-kápolna a 13. század közepén létesült, egy korábbi, emeletes épület helyén, melynek falait részben befoglalták építésekor. Mai neve csupán a 18. század vége óta használatos. A kápolna kétszintes palotakápolna volt, amely északról csatlakozott a mára teljesen elpusztult középkori palotához. Erről a palotáról nem maradt írásos forrásunk, így tulajdonosát sem ismerjük. Ezért a kápolna eredeti funkciójával kapcsolatban kétféle elképzelés létezik: az egyik szerint püspöki, a másik szerint királyi (vagy királynői) magánkápolna lehetett. 
Az épület a korai gótika jegyeit hordozza magán. Az alsó-kápolna északi falán található, apostolokat ábrázoló freskók egykorúak az épülettel és bizánci hatást mutatnak. A felső-kápolnából fennmaradt az északi fal a boltozatokat hordó támkötegekkel, fölöttük a boltindításokkal és a diadalívpillér fejezetein 11 kis sárkányfigurával. Az alsó szint látogatható, a felső szint műemléki bemutatása ezidáig nem készült el.
A török háborúk után a kápolna a mindenkori veszprémi nagyprépost kezébe került. Egyikük, talán Padányi Biró Márton (később püspök), az épületet északról határoló nagypréposti palota építtetője a kápolna alatti, csaknem 2 méter vastagságú talajt kitermeltette, hogy a padlószintet egészen palotája pincéjének szintjéig mélyítse; az ilyen módon lefelé kibővített kápolnában a kispapok borát tartották. A két épület között ajtót is nyitottak. Így történhetett, hogy amikor Padányi már püspökként nem akarta átadni a palotát Orosz Pál új nagyprépostnak, Orosz a Gizella-kápolnán keresztül próbálta meg elfoglalni rezidenciáját. Próbálkozása nem járt sikerrel, mert bár az utcai kaput betöretvén bejutott a kápolnába, a püspök emberei ott megállították.
A hosszú tulajdoni vitát Koller Ignác püspök (1762–1773) zárta le, amikor a Gizella-kápolnát saját tulajdonává nyilvánította azzal a szándékkal, hogy elbontatja, mivel egészen a nagypréposti ház déli faláig terjedő új palotát tervezett önmaga számára. Koller Fellner Jakabot bízta meg az új püspöki palota (a mai Érseki palota) építésével, aki meg is kezdte a Gizella-kápolna elbontását. Ráadásul a szentély alatt a palota új illemhelyének csatornáját vezették el. A város lakossága felháborodott a török időket egyedül túlélt épület elpusztításán és „meggyalázásán”, így a terveket végül megváltoztatták és a kápolna alsó szintjét újraépítették (sajnos az északit kivéve már minden falat elbontottak, így a freskók legnagyobb részét nem sikerült megmenteni) és barokk stílusú elemekkel gazdagították. Ekkor alakították ki a Szentháromság térre nyíló mai bejáratot is.
1938-ban, Szent István halálának 900. évfordulóján a Gizella-kápolnát eredeti stílusában restaurálták, a barokk elemeket eltávolították, keleti irányba résablakot nyitottak. Az új oltárra az „Őseink hite a jövő reménye” felirat került. A kápolna (és a nagypréposti palota) falkutatása és ásatása 1980-1983 között történt, Kralovánszky Alán vezetésével. Ekkor találták meg a pincefeltöltés anyagában az elbontott falakról származó apostolfigurák és Mária alakjának jó megtartású falképtöredékeit. (A gazdag leletegyüttes bemutatása máig megoldatlan, egyedül a Mária-fej látható a veszprémi múzeum kiállításán.) Az alsó szint utolsó restaurációja, mai formájának kialakítása 1995-ben történt. Ekkor emeltek bádogtetőt a felső-kápolnából egyedüliként fennmaradt északi fal és boltozati indításai fölé. 2000-2001-ben a felső szint kőfaragványait restaurálták, ekkor kerültek elő teljes szépségükben a támkötegek fejezetei is, a sárkányfigurákkal. (Egykor a felső-kápolna sekrestyéje fölött egy további, később, de még a középkorban kialakított helyiség (feltehetően depositorium) is létezett, de az mára szintén elpusztult, csak az északi falon nyíló ajtajának kőkerete van meg.)

## Külső hivatkozások
- A Gizella-kápolnáról a veszprémi Gizella királyné Múzeum honlapján